# Романо д'Ецелино
Романо д'Ецелино (итал. Romano d'Ezzelino) је насеље у Италији у округу Виченца, региону Венето.
Према процени из 2011. у насељу је живело 12700 становника. Насеље се налази на надморској висини од 130 м.

## Становништво
Према резултатима пописа становништва 2011. у општини је живело 14.484 становника.
| 1931. | 1936. | 1951. | 1961. | 1971. | 1981.  | 1991.  | 2001.  | 2011.  |
| ----- | ----- | ----- | ----- | ----- | ------ | ------ | ------ | ------ |
| 4.371 | 4.266 | 5.010 | 5.430 | 7.221 | 10.069 | 12.184 | 13.912 | 14.484 |